# Хрест свободи та солідарності
Хрест свободи і солідарності (пол. Krzyż Wolności i Solidarności) — польська державна нагорода, заснована для відзнаки опозиційнх активістів які протидіяли комуністичній диктатури в Народній Республіці Польщі. Дата заснування 5 серпня 2010 року. Перше нагородження Хрестом відбулося у червні 2011 року з нагоди 35-ї річниці радомських подій.

## Історія заснування
5 березня 2010 року до канцелярії Спікерf Сейму Республіки Польща надійшов парламентський проект закону про відновлення Хреста Незалежності та встановлення Хреста Свободи та Солідарності, підготовлений Краківським комітетом Хреста Солідарності. 10 квітня 2010 року, під час катастрофи польського літака Ту-154М під  Смоленськом, загинули 5 із 31 депутатів парламенту, які подали законопроект до Сейму (Гражина Ґенсіцька, Пшемислав Гошєвський, Мацей Плажинський, Кшиштоф Путра та Збігнєв Вассерманн), і 2 високопоставлених державних чиновника, які його підтримали (Яну sz Krupski, голова Управління у справах ветеранів війни та жертв репресій, та Януш Куртика, президент Інституту національної пам’яті). що, не зупинило подальшої роботи в Сеймі. Отримавши висновок Аналітичної палати Сейму, підкомітет, до якого був направлений законопроект, на основі поданого законопроекту розробив акт про внесення змін до Закону про ордени та відзнаки та постанову, прийняту Сеймом 24 червня 2010 року про відновлення Хреста Незалежності та встановлення Хреста Свободи та Солідарності.
Акт був прийнятий на сесії 5 серпня 2010 року, а потім поданий на підпис Президенту Республіки Польща 9 серпня 2010 року. Президент Коморовський підписав його 13 серпня 2010 року. Закон був опублікований у Журналі законів 25 серпня 2010 року та набрав чинності з 9 вересня 2010 року. Хрест Незалежності повернувся у формі ордена Хреста Незалежності двох ступенів

## Правила нагородження

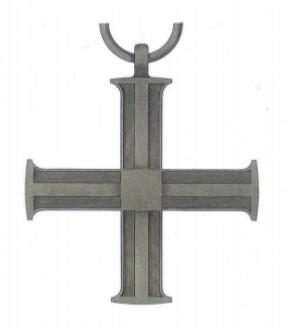
Реверс Хреста Свободи і Солідарності

Хрест Свободи та Солідарності — нагорода для активістів опозиції до комуністичної диктатури, які в період з 1 січня 1956 року по 4 червня 1989 року, за винятком періоду з 31 серпня 1980 року по 12 грудня 1981 року, перебували на території Польщі протягом щонайменше 12 місяців: 
- були активними членами нелегальних організацій, метою яких було відновлення незалежності та суверенітету Польщі поважали права людини в Польській Народній Республіці,
- здійснювали діяльність, спрямовану на відновлення незалежності та суверенітету Польщі або дотримання прав людини в Польській Народній Республіці, яка каралася кримінальною відповідальністю або репресіями.

Хрестом Свободи та Солідарності також нагороджуються особи, які в період з 1 січня 1956 року по 4 червня 1989 року на території Польщі через свою діяльність, спрямовану на відновлення незалежності та суверенітету Польщі або дотримання прав людини в Польській Народній Республіці, або через свідому участь у заходах і демонстраціях з такою метою: 
- були вбиті,
- зазнали серйозної шкоди здоров’ю,
- були ув’язнені, заарештовані, інтерновані або іншим чином позбавлені волі на загальний строк не менше 30 діб, *були призвані на військові навчання чи проходження строкової військової служби,
- були позбавлені права або можливості займатися професійною діяльністю чи працювати на строк не менше 6 місяців,
- були відраховані з вищого навчального закладу чи школи на строк не менше 6 місяців.

Не мають права нагородження Хрестом Свободи та Солідарності:
- які були працівниками, особами начальницького або військовослужбовців органів державної безпеки, зазначених у ст. 5 Закону від 18 грудня 1998 р. про Інститут національної пам’яті (Закон. вісник 2023 р., п. 102), якщо вони не нададуть доказів того, що до 4 червня 1989 р. вони без відома свого начальства активно підтримували осіб чи організації, які працювали над відновленням незалежності та суверенітету Польщі або дотриманням прав людини в Польській Народній Республіці,
- або щодо яких архіви Інститут національної пам’яті – Комісія з переслідування злочинів проти польського народу містять документи, створені ними або за їх участю, в рамках діяльності, яку вони виконували як таємні інформатори чи помічники в оперативному зборі інформації вищезгаданим органом.

Прохання про нагородження Хрестом Свободи та Солідарності подає Президенту Президент Інституту національної пам’яті, а щодо осіб, які не мають польського громадянства або постійно проживають за кордоном – Президент Інституту національної пам’яті за погодженням з міністром закордонних справ.
10 листопада 2011 року наказом Президента Інституту національної пам’яті (№ 52/11) для реалізації заявок на нагородження Хрестом Свободи та Солідарності було призначено незалежну групу, яка відповідає за змістовне та формальне опрацювання заявок, у тому числі за проведення необхідних архівних досліджень.

## Опис нагороди
Знак Хреста Свободи і Солідарності являє собою рівностороній хрест (грецький хрест), посріблений і оксидований, Рамена хреста покриті червоною емаллю зі срібною смугою посередині. На горизонтальному гербі розміщено напис із двох частин: СВОБОДА І СОЛІДАРНІСТЬ (пол.WOLNOŚĆ I SOLIDARNOŚĆ). У центрі хреста висічено стилізоване зображення Білого Орла. Зворотний бік хреста гладкий. Розмір хреста 42 мм.
Хрест підвішений на білій стрічці шириною 38 мм, по краях якої симетрично з'єднані золота і червона смуги шириною 3 мм кожна.

## Нагородження по рокам
| Рік   | Кількість нагород |
| ----- | ----------------- |
| 2011  | 153               |
| 2012  | 516               |
| 2013  | 426               |
| 2014  | 420               |
| 2015  | 1078              |
| 2016  | 1349              |
| 2017  | 887               |
| 2018  | 721               |
| 2019  | 1066              |
| 2020  | 658               |
| 2021  | 471               |
| 2022  | 538               |
| 2023  | 381               |
| 2024  | 327               |
| Разом | 8991              |